# Powiat Kishima
Powiat Kishima (jap. 杵島郡 Kishima-gun) – powiat w Japonii, w prefekturze Saga. W 2024 roku liczył 36 511 mieszkańców.

## Miejscowości
- Kōhoku
- Ōmachi
- Shiroishi